# Generalštab NOV in PO za Sandžak
Generalštab NOV in PO za Sandžak je bilo vrhovno poveljstvo narodnoosvobodilne vojske in partizanskih odredov Sandžaka.

## Zgodovina
Štab je bil ustanovljen 10. oktobra 1941 kot Štab za Sandžak in še isti mesec preimenovan v Glavni štab NOPO za Sandžak; razpuščen je bil junija 1942. Ponovno je bil ustanovljen septembra 1943 kot Generalštab NOV i PO za Sandžak in bil dokončno razpuščen marca 1944.

## Pripadniki
Poveljniki
- Velimir Knežević
- Velimir Jakić

Politični komisarji
- Voja Leković
- Selim Hašimbegović